# Ann Katrin Pihl Atmer
Ann Katrin Gunnarsdotter Pihl Atmer, ogift Pihl, född 3 april 1940 i Oscars församling i Stockholm, är en svensk arkitekturhistoriker och författare.  

## Biografi
Ann Katrin Pihl Atmer är dotter till civilingenjören Gunnar H:son Pihl och Else Wener.
Efter filosofie kandidatexamen 1967 vid Stockholms universitet arbetade hon 1963–1970 som bildredaktör för Konsten i Focus på Focus Uppslagsböcker. 1968–1992 var Pihl Atmer anställd på Arkitekturmuseet, först som amanuens, senare som intendent och chef för utställningsavdelningen. Hon disputerade 1987 på avhandlingen Sommarnöjet i skärgården. Sommarbebyggelse i Stockholms inre skärgård 1860–1915 som belönades av bland annat Kungliga Vitterhets Historie och Antikvitets Akademien. Hon blev docent vid Stockholms universitet 1999 och var verksam där som forskarassistent och lärare i konstvetenskap till år 2001. Till 2008 var Pihl Atmer utbildningskandidat vid C.G. Jung Institut i Zürich för studier i analytisk psykologi. Ann Katrin Pihl Atmer har varit medlem av redaktionskommittén för Bebyggelsehistorisk Tidskrift samt av styrelsen för Samfundet S:t Erik. Hon ingår i skyltgruppen som för Samfundets räkning författar de blå skyltar som sätts upp på kulturhistoriskt viktiga hus i Stockholm.
Pihl Atmer har medverkat i ett stort antal publikationer med artiklar om sommarboende och fritidshus och även föreläst i detta och andra arkitekturämnen. 1998 kom en bok om sportstugerörelsen, Livet som leves där måste smaka vildmark samt 2002 den populära Sommarnöjen vid vattnet. En bok om konstnärer och konstnärsliv i Rom, Till Rom, publicerades 2010 i samarbete med Brita Carlens och Fredrik Lång. År 2011 utgavs den monumentala Stockholms stadshus och arkitekten Ragnar Östberg, som belönades med Axel Hirschs pris av Svenska Akademien samt Samfundet S:t Eriks belöningsplakett och pris. Hon tilldelades 2012 också S:t Eriksmedaljen av Stockholms stad. År 2019 utkom boken Södermalm. Husen – historien – människorna.
Första gången var hon gift 1964–1983 med arkitekten Thomas Atmer (född 1930). Sedan 1989 är hon gift med sin andre make, bokförläggaren Per I. Gedin (född 1928).